# District de Lattaquié
Le district de Lattaquié (arabe : منطقة اللاذقية (manṭiqat al-Lādhiqīyah)) en Syrie est un district du gouvernorat de Lattaquié au nord-ouest du pays. Son chef-lieu administratif est la ville portuaire de Lattaquié. Selon le recensement de 2004, le district comptait alors une population de 526 888 habitants pour une surface de 971,61 km2.
L'agriculture prédomine dans ce district, avec en particulier la culture des citronniers, des pommiers et des oliviers. Avant la guerre civile syrienne, le tourisme sur la côte était une source de revenus importante à la saison estivale, avec notamment des touristes venus des États du golfe Persique.
Cette zone est habitée par une majorité d'Alaouites. C'est ici que se trouvent le djebel Turkmène (mont Turkmène, djebel al-Turkman) et la base militaire de Hmeïmim dans la zone de l'aéroport international de Lattaquié.

## Cantons
Le district de Lattaquié est divisé en sept cantons ou nahiés (population selon le recensement de 2004) :
- Canton de Lattaquié (ناحية اللاذقية) : population 424 392[2].
  - Principales localités : Sqoubin, Bourj al-Qassab, Baksa, Sitmarkho, Sindjwan, al-Chamiyeh, al-Qandjareh, Kirsana et Mochirafeh al-Samouk.
- Canton d'al-Bahlouliyeh (ناحية البهلولية) : population 17 532[3].
  - Principale localité : al-Djandiriyeh.
- Canton de Rabia (ar) (ناحية ربيعة) : population 8 214[4].
- Canton d'Aïn al-Baydah (ناحية  عين البيضة) : population 30 959[5].
  - Principales localités: Bourj Islam, al-Chabatliyeh, Salib al-Turkman, al-Safsaf et Machqita.
- Canton de Qastal Maaf (ناحية قسطل معاف) : population 16 784[6].
  - Principales localités: Omm al-Toyour, al-Badrousiyeh, Balloran et Zighrin.
- Canton de Kessab (ناحية كسب) : population 1 927[7].
- Canton d'Hanadi (ناحية هنادي) : population 27 080[8].
  - Principales localités : al-Basseh, al-Chir, al-Sanawbar et Fideo.